# Топулька (Куявсько-Поморське воєводство)
Топулька (пол. Topólka, нім. Toppeln) — село в Польщі, у гміні Топулька Радзейовського повіту Куявсько-Поморського воєводства.
Населення — 451 особа (2011).
У 1975-1998 роках село належало до Влоцлавського воєводства.

## Демографія
Демографічна структура станом на 31 березня 2011 року:
|          | Загалом | Допрацездатний вік | Працездатний вік | Постпрацездатний вік |
| -------- | ------- | ------------------ | ---------------- | -------------------- |
| Чоловіки | 212     | 34                 | 159              | 19                   |
| Жінки    | 239     | 45                 | 141              | 53                   |
| Разом    | 451     | 79                 | 300              | 72                   |